# 哈尔滨市道外区“1·2”火灾事故
哈尔滨市道外区“1·2”火灾事故发生于2015年1月2日13时，位於太古街與南勛街合圍地段（太古街727號）之火灾之鋼筋混凝土結構居民楼發生大火，當天21时半发生倒塌，导致5名正在救火之消防員殉職、14人受伤，至1月4日凌晨明火被撲滅；经过初步判断，可能是电暖气超负荷引发火灾。

## 事发经过
引发火灾的建筑是一座11层高的楼房，其整体结构是一个“口”字型，其中的底层为商铺，二三层是仓库，第四层以上为居民楼。
13时14分，着火点最先于这栋大楼的第三层仓库处引发，但由于该仓库内存放大量纸制品和塑料制品等易燃物品，所引发的火焰很快蔓延，形成“火烧连营”的态势。
其后于21时37分，已经在火中燃烧了8个多小时的居民楼因其内部结构无法承受压力而坍塌，随之导致正面楼房的倒塌。倒塌的建筑体将在其中实施灭火作业的消防员掩埋。幸好楼房是向着内部倒塌而非道路面，否则伤亡會更严重。
1月3日1时左右，现场又出现火焰复燃的情况，这也导致附近楼面坍塌，致使救援行动暂停。
1月3日13时20分，在火灾中最后一位失踪的消防员的遗体被发现，火灾共导致5名消防战士牺牲，14人受伤，近2,000位民众的居住和商户等受到不同程度的损失。
至于最初的火灾最终导致楼房倒塌，是因为长时间的高温炙烤，加之居民楼底部就是仓库，建筑结构的不合理等诸多原因导致高层建筑突然倒塌并将多人掩埋。

## 救援以及善后
火灾发生后，哈尔滨市分别调集了哈尔滨、大庆、绥化等的27支消防部队、152辆消防车、642名指战员，赴现场实施灭火救援，以及疏散现场人员和援救行动。
因为事发地多为老旧房屋，街道狭窄，人员密集，加之防火通道设计和楼房结构布局等的不合理，这让消防救灾工作难以展开。这也使最初的火灾迅速蔓延的原因。
截至1月4日，现場的明火已经扑灭，行动已进入清理残火阶段，统计到的过火面积为11000m²，坍塌面积3000m²。
所有的14名伤员都在哈尔滨医科大学附属第一医院救治，其中的13人为消防员，1名商场保安。全部的伤员都得到最好救治，其中仅一人重伤，已经脫離危险期。
其中具体的财产损失和失火的原因还在进一步的调查统计。哈尔滨市政府组织调查组，对整个事故进行全面调查，相关责任人被警方控制。
哈尔滨市政府妥善安置受灾群众、並登记疏散家庭。以三人家庭为基数，发放每月2000元救助金，超过三人的再给予每人500元额外补贴。针对有困难的和无法得到帮助的家庭，已协调周边的多家宾馆和旅店临时安置。做到所有受灾居民都接受不同程度的安置。

## 殉職消防人员名單
殉職消防人员名单
| 姓名   | 出生日期       | 籍贯/出生地                        | 職位                                         | 安葬                                                          |
| ------ | -------------- | ---------------------------------- | -------------------------------------------- | ------------------------------------------------------------- |
| 赵子龙 | 1996年7月25日  | 吉林省榆树市                       | 哈爾濱市公安消防支隊道外區中隊武警，警階列兵 | 2015年1月8日，安葬于榆树市烈士陵园                            |
| 傅仁超 | 1995年10月28日 | 辽宁省辽阳县                       | 哈爾濱市公安消防支隊開發區中隊武警，警階下士 | 报道称，将安葬于辽阳县烈士陵园                                |
| 张晓凯 | 1995年5月24日  | 河北省沙河市                       | 哈爾濱市公安消防支隊開發區中隊武警，警階下士 | 报道称，将安葬于河北省沙河市烈士陵园                          |
| 杨小伟 | 1992年2月9日   | 内蒙古自治区呼和浩特市清水河县     | 哈爾濱市公安消防支隊化工中隊武警，警階下士   | 2015年1月9日，安葬于内蒙古自治区呼和浩特市内蒙古革命烈士陵园  |
| 侯宝森 | 1994年7月29日  | 内蒙古自治区鄂伦春自治旗乌鲁布铁镇 | 哈爾濱市公安消防支隊化工中隊武警，警階下士   | 2015年1月10日，安葬于内蒙古自治区鄂伦春自治旗大杨树镇烈士陵园 |

2015年1月4日，经过中华人民共和国公安部政治部的批准，在这次事故中牺牲的杨小伟、侯宝森、傅仁超、张晓凯和赵子龙5名消防员獲追授为烈士，并且颁发献身国防金质纪念章，发放其家属抚恤补助金20,000元人民幣。2万元人民币的数额引热议。火灾现场中，哈尔滨市委常委、市委秘书长石嘉兴亦因身穿名牌羽绒服（售价在1万人民币左右），同样引起关注。有报道指出，2万元仅是荣誉奖励，并非全部的抚恤金。其中一位烈士的家属所获抚恤金总额为234万元，他的父母到达一定年龄后，符合条件还将获得定期抚恤金。

## 相关
- 桃園市新屋保齡球館火災－同樣造成多名消防員殉職的事故